# 클리프톤 웹
클리프톤 웹(Clifton Webb, 1889년 11월 19일 ~ 1966년 10월 13일)는 미국의 배우, 가수이다.

## 영화
- 사탄 네버 슬립스 (1962년)
- 해녀 (1957년)
- 존재한 적 없는 사나이 (1956년) - 이웬 몬테거 역
- 애천 (1954년)
- 타이타닉의 최후 (1953년)
- 스타 앤 스트립 포에버 (1952년)
- 미스터 빌비디어 링스 더 벨 (1951년)
- 일로프먼트 (1951년)
- 벨브디어씨 대학가다 (1949년)
- 시팅 프리티 (1948년)
- 다크 코너 (1946년)
- 면도날 (1946년)
- 로라 (1944년) - 왈도 라이데커 역